# Selección de hockey sobre patines de Italia
La selección de Italia de hockey sobre patines es el equipo nacional que representa a la Federación italiana de hockey patines (Federazione Italiana Hockey e Pattinaggio, FIHP) en competiciones internacionales de hockey patines. Participa habitualmente en el campeonato mundial y en el campeonato europeo.
Es la única selección que históricamente ha podido competir al mismo nivel que las tres grandes de este deporte, consiguiendo arrebatarles varios títulos mundiales y europeos.

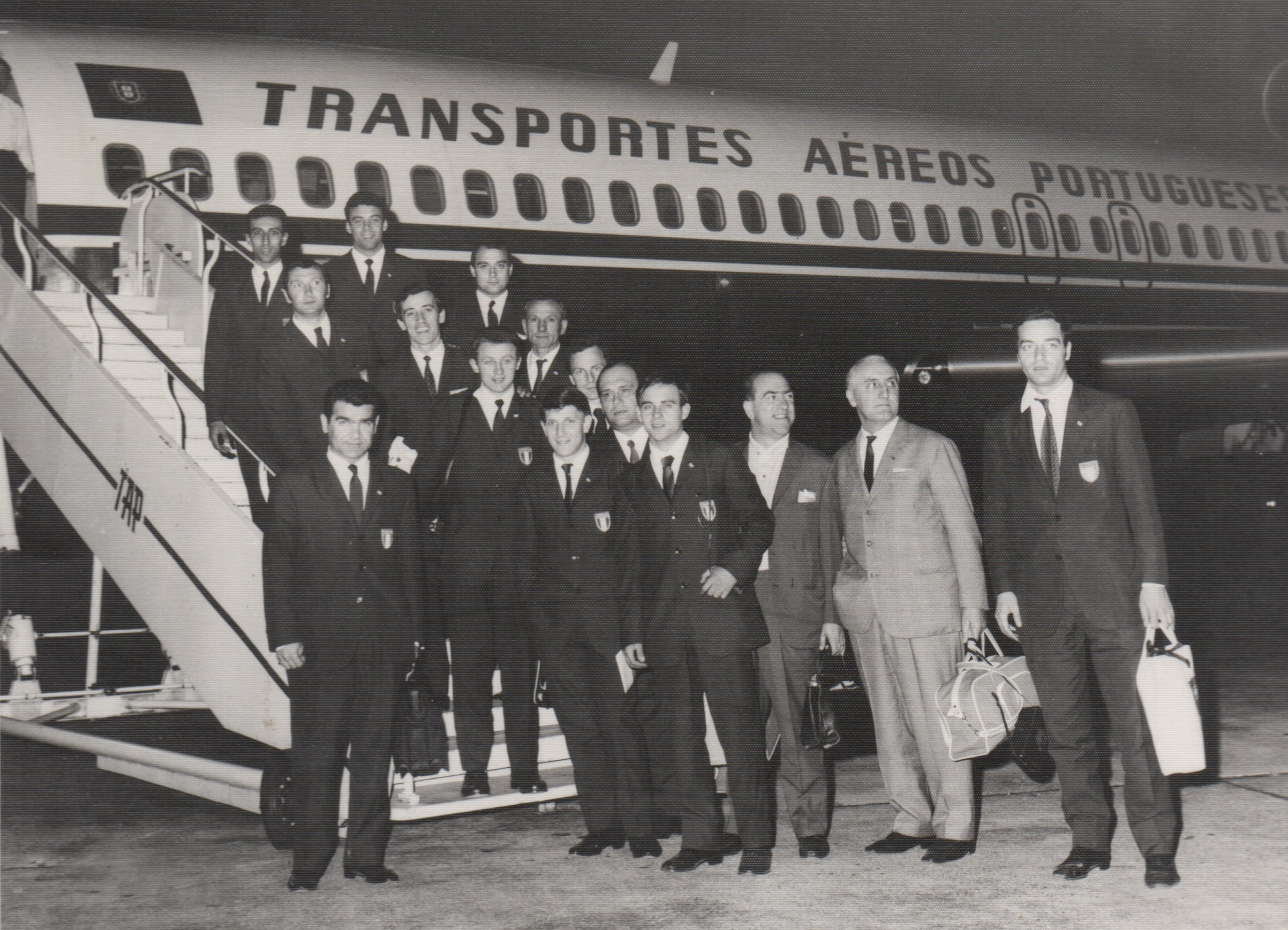
Selección de Italia en el Mundial de 1968.

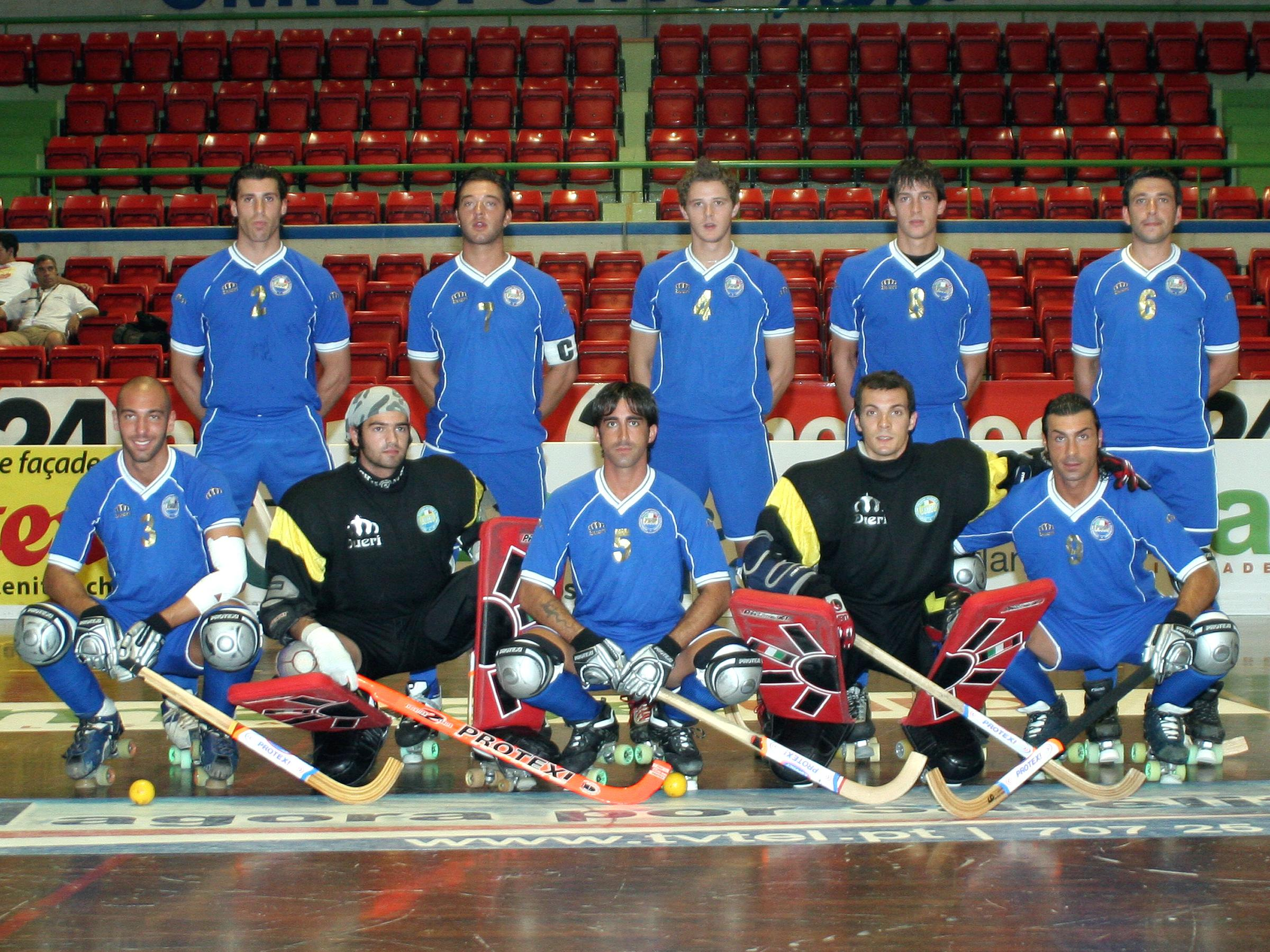
Selección de Italia en el Mundial de 2007.

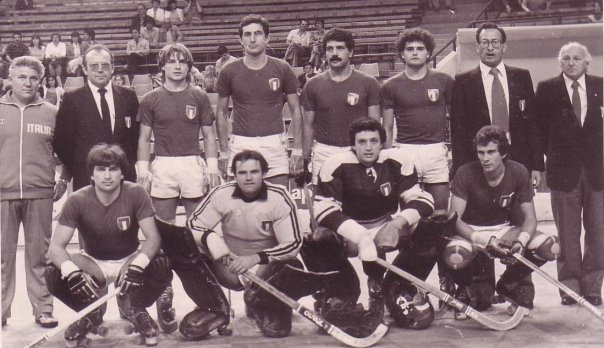
Selección de Italia en el Mundial de 1980.

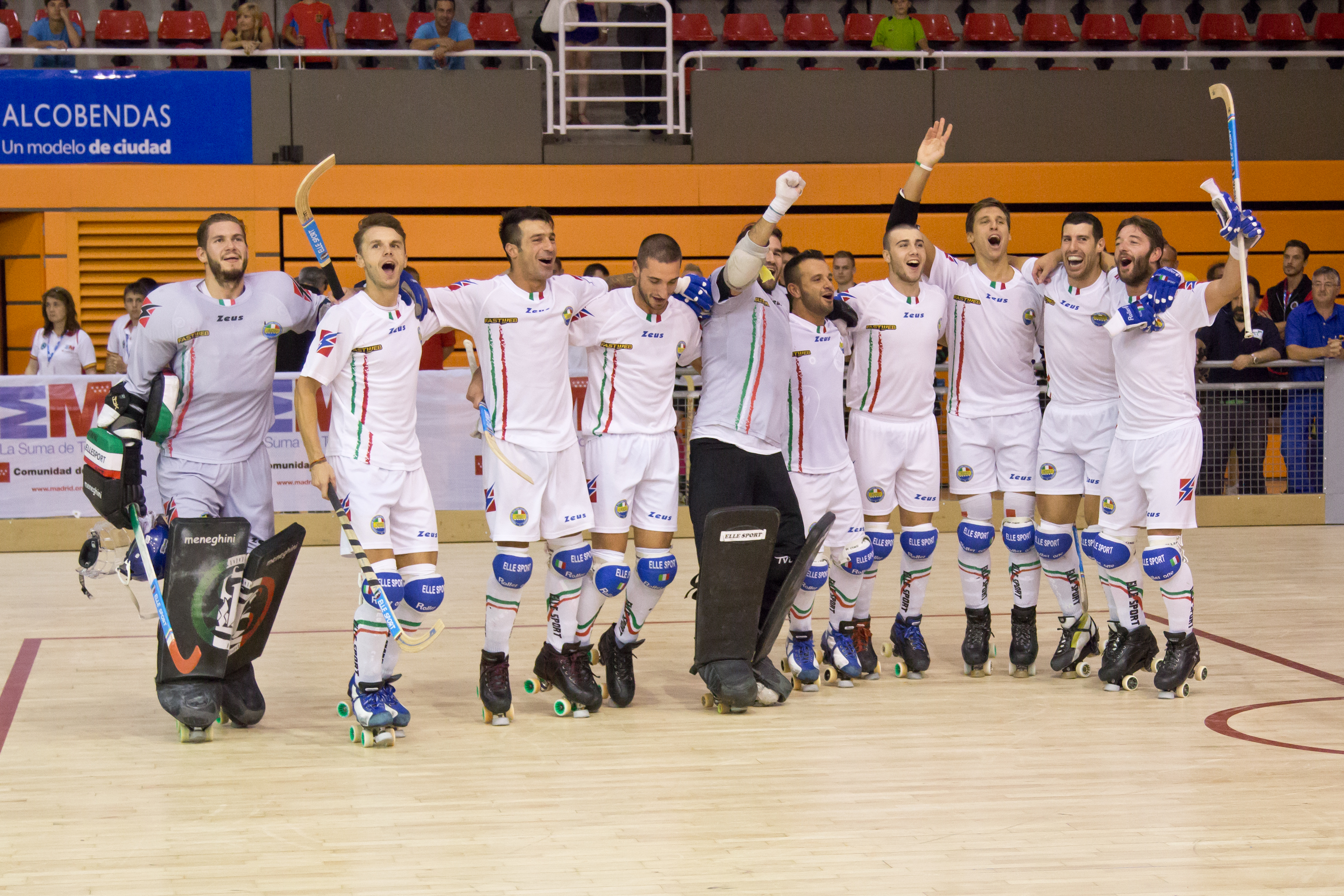
Selección de Italia en el Europeo de 2014.

## Integrantes
Según la convocatoria para el Campeonato europeo de hockey sobre patines masculino de 2014 de Alcobendas:
Cuerpo técnico
- Entrenador: Massimo Mariotti
- Segundo entrenador: Roberto Crudeli